# Мансфілд (Коннектикут)
Мансфілд (англ. Mansfield) — місто (англ. town) в США, в окрузі Толленд штату Коннектикут. Населення — 25 892 особи (2020).

## Демографія
Згідно з переписом 2010 року, у місті мешкали 26 543 особи в 5586 домогосподарствах у складі 3138 родин. Було 6017 помешкань
Расовий склад населення:
| - 81,3 % — білих - 8,4 % — азіатів - 5,3 % — чорних або афроамериканців - 0,1 % — корінних американців - 2,3 % — осіб інших рас |

До двох чи більше рас належало 2,5 %. Частка іспаномовних становила 6,1 % від усіх жителів.
За віковим діапазоном населення розподілялося таким чином: 9,6 % — особи молодші 18 років, 82,7 % — особи у віці 18—64 років, 7,7 % — особи у віці 65 років та старші. Медіана віку мешканця становила 21,5 року. На 100 осіб жіночої статі у місті припадало 108,0 чоловіків;  на 100 жінок у віці від 18 років та старших — 107,9 чоловіків також старших 18 років.
Середній дохід на одне домашнє господарство  становив 94 226 доларів США (медіана — 58 819), а середній дохід на одну сім'ю — 138 873 долари (медіана — 101 536). Медіана доходів становила 68 700 доларів для чоловіків та 53 961 долар для жінок. За межею бідності перебувало 18,2 % осіб, у тому числі 4,8 % дітей у віці до 18 років та 3,8 % осіб у віці 65 років та старших.
Цивільне працевлаштоване населення становило 13 152 особи. Основні галузі зайнятості: освіта, охорона здоров'я та соціальна допомога — 45,4 %, мистецтво, розваги та відпочинок — 18,4 %, роздрібна торгівля — 9,7 %, науковці, спеціалісти, менеджери — 7,2 %.